# Хелен Хејз
Хелен Хејз (енгл. Helen Hayes; Вашингтон, 10. октобар 1900 — Нак, 17. март 1993) је била америчка глумица, често навођена као Прва дама америчког позоришта. Добитница је Оскара за најбољу главну глумицу за улогу у филму Грех Мадлон Клоде.

## Филмографија
| Год. | Српски назив | Оригинални назив                | Улога                            |
| ---- | ------------ | ------------------------------- | -------------------------------- |
| 1917 |              | The Weavers of Life             | Peggy                            |
| 1920 |              | Babs                            |                                  |
| 1928 |              | The Dancing Town                |                                  |
| 1931 |              | The Sin of Madelon Claudet      | Madelon Claudet                  |
| 1931 |              | Arrowsmith                      | Leora Arrowsmith                 |
| 1932 |              | A Farewell to Arms              | Catherine Barkley                |
| 1932 |              | The Son-Daughter                | Lian Wha 'Star Blossom'          |
| 1933 |              | The White Sister                | Angela Chiaromonte               |
| 1933 |              | Another Language                | Stella 'Stell' Hallam            |
| 1933 |              | Night Flight                    | Madame Fabian                    |
| 1934 |              | Crime Without Passion           | Extra in hotel lobby             |
| 1934 |              | What Every Woman Knows          | Maggie Wylie                     |
| 1935 |              | Vanessa: Her Love Story         | Vanessa Paris                    |
| 1938 |              | Hollywood Goes to Town          | Herself, uncredited              |
| 1943 |              | Stage Door Canteen              | Herself                          |
| 1952 |              | My Son John                     | Lucille Jefferson                |
| 1953 |              | Main Street to Broadway         | Herself                          |
| 1956 |              | Anastasia                       | Dowager Empress Maria Feodorovna |
| 1959 |              | Third Man on the Mountain       | Tourist                          |
| 1961 |              | The Challenge of Ideas          | Narrator                         |
| 1970 | Аеродром     | Airport                         | Ada Quonsett                     |
| 1974 |              | Herbie Rides Again              | Mrs. Steinmetz                   |
| 1975 |              | One of Our Dinosaurs is Missing | Hettie                           |
| 1977 |              | Candleshoe                      | Lady St. Edmund                  |